# Joseph Garnier

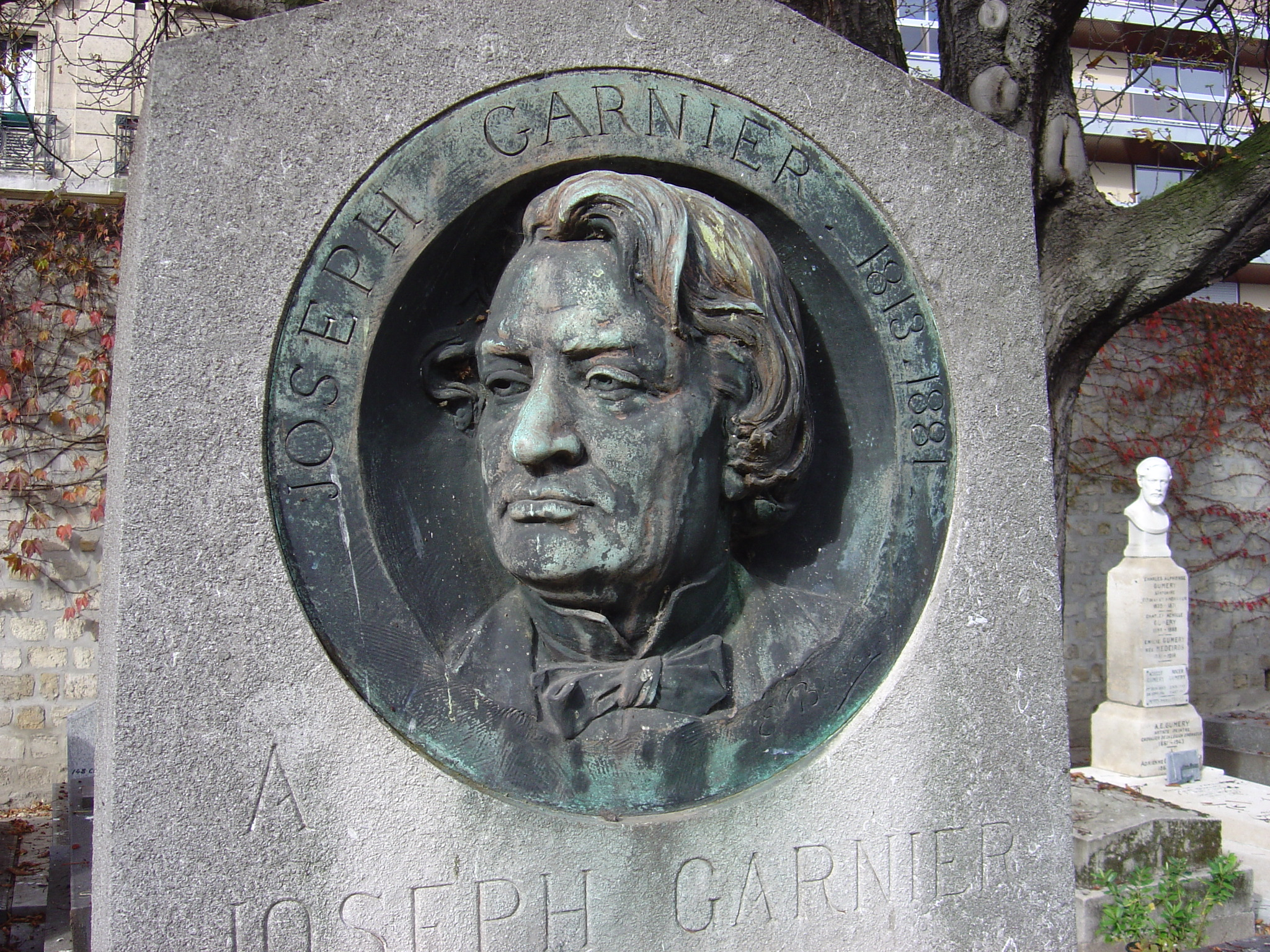
Joseph Garniers grav.

Joseph-Clément Garnier, född den 3 oktober 1813 i Beuil, död den 25 september 1881, var en fransk nationalekonom.
Garnier blev 1846 professor vid École nationale des ponts et chaussées, var redaktör för Journal des Économistes 1845–1855 och 1866–1882. Hans Éléments de l'économie politique (1845) vann stor spridning. Garnier hade på sin tid stor betydelse för att popularisera liberalismens idéer.